# П'ємонтез
П'ємонтез — порода великої рогатої худоби м'ясного напряму продуктивності. Виведена в Італії, в регіоні тваринництва П'ємонт, шляхом довготривалої селекції сірої степової худоби за м'ясними якостями.

## Опис
Масть тварин — світло-сіра. Характерною особливістю породи є «подвійний круп», що забезпечує найвищий вихід м'яса. Тварини не потребують спеціальної відгодівлі, добре споживають сіно і підніжний корм. У зв'язку із цим корови середнього розміру, їх жива маса становить 500—600 кг, жива маса дорослих бугаїв — 1000 кг. Середньорічні надої молока — 1500—2000 л на рік. Жива маса телят при народженні — 43 кг. При вирощуванні телята швидко ростуть, мають надзвичайно добре розвинену м'язову тканину, тонкий кістяк, дають велику кількість ніжного, доброго на смак нежирного м'яса, з малим вмістом холестерину. Вихід туш бичків у віці 15—18 місяців при живій масі 550—600 кг у середньому становить 68—72 %.

## Поширення
Порода розповсюджена більш як у 25 країнах світу.
В Україну худобу породи п'ємонт ввозили в 1995—1996 роках. Тоді в Головний селекційний центр (місто Переяслав) було завезено з Італії 6 бугайців і 12 телиць. Худоба використовувалася в основному для промислового схрещування. Передбачається вивчення акліматизаційних властивостей та продуктивних якостей в умовах України і створення племінних репродукторів методом поглинального схрещування.

## Виноски
1. 1 2 3  Воленко, О. П. Чиркова. П'ємонтез. Інтернет-портал "Аграрний сектор України" http://agroua.net. Національний університет біоресурсів і природокористування України. Архів оригіналу за 20 грудня 2016. Процитовано грудень 2016. {{cite web}}: Зовнішнє посилання в |work= (довідка)
2. 1 2 3   П'ємонтез. // Г. О. Бірта, Ю. Г. Бургу. Товарознавство м'яса. Навчальний посібник. — К.: Центр учбової літератури. — 2011. С. 32 — 33. ISBN 978-611-01-0251-3